# Ramularia adoxae
Ramularia adoxae är en svampart som först beskrevs av Gottlob Ludwig Rabenhorst, och fick sitt nu gällande namn av Petter Adolf Karsten 1884. Ramularia adoxae ingår i släktet Ramularia och familjen Mycosphaerellaceae.   Inga underarter finns listade i Catalogue of Life.